# Rybniční zámeček
Rybniční zámeček este o arie protejată (arie specială de conservare — SAC, sit de importanță comunitară — SCI) din Republica Cehă întinsă pe o suprafață de 0,02 ha, integral pe uscat.

## Localizare
Centrul sitului Rybniční zámeček este situat la coordonatele 48°47′04″N 16°47′45″E / 48.784444°N 16.795833°E.

## Înființare
Situl Rybniční zámeček a fost declarat sit de importanță comunitară în aprilie 2005 pentru a proteja 1 specie de animale. Situl a fost protejat și ca arie specială de conservare în ianuarie 2016.

## Biodiversitate
Situată în ecoregiunea panonică, aria protejată nu include niciun habitat protejat.
La baza desemnării sitului se află o specie protejată de  mamifere: liliac cărămiziu (Myotis emarginatus).